# Локус (генетика)
Вижте пояснителната страница за други значения на Локус.
В биологията локус означава определено местоположение в една хромозома, например на даден ген или на даден биомаркер. Определена ДНК последователност в даден локус се нарича алел. Списъкът от локуси на даден геном се нарича генетична карта.